# Song (cognome)
Song (송?, 宋, 松, 送?) è un cognome di lingua coreana.

## Possibili trascrizioni
Soung.

## Origine e diffusione
Il cognome presenta diverse origini e significati in base allo hanja utilizzato. Una delle famiglie Song (松) deriva dal gruppo Song Yang nel regno di Buyeo.
Si tratta del 20º cognome per diffusione in Corea secondo i dati del Korean National Statistics Office del 2015. Nel Paese è portato da circa 683521 persone.

## Persone
- Song Ji-eun, cantante sudcoreana
- Song Ju-hun, calciatore sudcoreano
- Song Sonin, meglio nota come Sonim, cantante giapponese di origine coreana